# JRホテルクレメント宇和島
JRホテルクレメント宇和島（ジェイアールホテルクレメントうわじま）は、愛媛県宇和島市にある、JR四国ホテルグループのホテル。株式会社JR四国ホテルズが運営を行っている。

## 概要
1998年（平成10年）6月10日に宇和島駅の駅ビル内に「ホテルクレメント宇和島」としてオープン。宇和島駅と直結しており、ワーププラザ（旅行店）や店舗（セブン-イレブンキヨスク宇和島店）、駅機能が一体となった複合ターミナルビルとなっている。

## 施設概要
- 客室数 - 82室
- レストラン - シレーヌ
- 宴会場 - クレメントホール･夕凪

## 沿革
- 1995年（平成7年） - 「宇和島ステーション開発株式会社」設立。
- 1998年（平成10年）6月10日 - 「ホテルクレメント宇和島」オープン[1]。
- 2015年（平成27年）4月1日 - ジェイアール四国ホテル開発を存続会社として、運営会社の宇和島ステーション開発が徳島ターミナルビル（ホテルクレメント徳島を運営）と共に合併。運営会社が株式会社ジェイアール四国ホテル開発に変更。
- 2016年（平成28年）7月1日 - 運営会社のジェイアール四国ホテル開発が株式会社JR四国ホテルズへ社名変更[3]
- 2017年（平成29年）4月1日 - JR四国ホテルズが運営する3ホテルの名称（ブランド名とロゴ）を、既に高松で2012年から使用している「JRホテルクレメント」に統一[4]。これに伴い現在の名称にリブランド。